# 撰定交替式

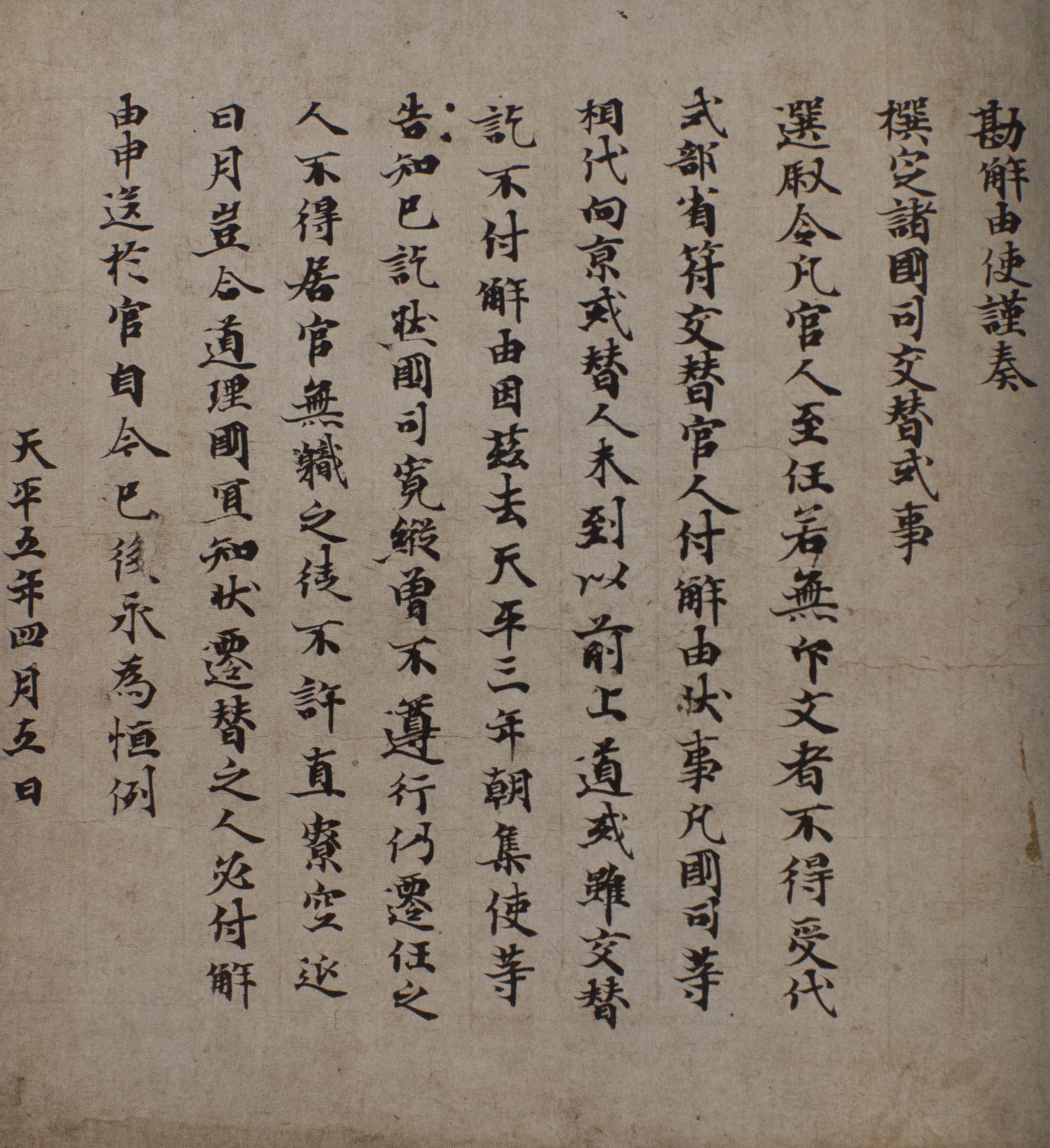
石山寺所蔵「延暦交替式」

撰定交替式（せんていこうたいしき）は、平安時代前期に著された交替式。別名諸国司交替式（しょこくしこうたいしき）。延暦年間に編纂されたことから、延暦交替式（えんりゃくこうたいしき）とも呼ばれる。全1巻。

## 概要
国司の交替時における監査の強化のために、桓武天皇の時代に勘解由使が設置されたが、手続をより明確化するために勘解由長官である菅野真道や秋篠安人ら勘解由使官人らが延暦23年（803年）に撰定上奏し、桓武天皇は直ちに勅をもって施行した。
全41条から成り、令条（令の条文）12、勅1、太政官符15、太政官宣2、太政官奏2、式部省符2、民部省例1、明法曹司解2、諸国朝集使起請1、問答1、検税使算計法1が原文を引用する形で構成されている。このうち、8条に関しては勘解由使において「今案（いまあんずるに）」に始まる格に相当する文章を付記して、引用した条文に修正すべき事柄や疑義がある事柄について規定を定めている。
ここに記載された交替式の中には弘仁格式にそのまま引用されたものもあり、同格式制定後も有効であったが、貞観10年（868年）に新定内外官交替式（貞観交替式）が制定されるに及んで廃止された。
滋賀県大津市の石山寺には貞観年間に書写されたと推定される写本が現存しており、国宝に指定されている。